# A*Teens
A*Teens (произносится «Эй-Тинз») — шведская подростковая музыкальная группа, существовавшая в 1998—2004 годах. Дебютный альбом «The ABBA Generation», содержавший кавер-версии композиций группы ABBA, принёс A*Teens большую международную известность. В дальнейшем группа перешла на исполнение собственных песен и уже не сумела повторить свой начальный успех, однако по-прежнему оставалась популярной в ряде стран Европы, Азии и Латинской Америки. Хотя о распаде A*Teens не было официально заявлено, с 2004 года группа фактически не существует, а её участники занялись сольными проектами. В 2024 году группа временно воссоединилась по случаю 25-й годовщины с начала своей деятельности.

## ABBA Teens
В апреле 1999 года исполнялось 25 лет с момента победы шведской группы ABBA на песенном конкурсе Евровидения — события, положившего начало международной известности одного из самых популярных музыкальных коллективов мира. Накануне этой годовщины у одного из продюсеров звукозаписывающей компании Stockholm Records Никласа Берга возникла идея создания группы, которая исполняла бы исключительно кавер-версии старых хитов ABBA в современной обработке, причём группа должна была состоять из подростков. У Universal Music не было больших планов на новую группу; предполагалось, что в течение лета 1999-го она будет выступать в парках развлечений и на открытых площадках, успех за пределами Швеции не ожидался. Отбор кандидатов проходил в октябре—ноябре 1998 года в одной из частных стокгольмских школ хореографии, ученики которой уже были в какой-то мере подготовлены к выступлению на сцене. По словам одного из создателей группы, Андерса Йоханссона, «У нас было три критерия. Они должны были быть хорошими танцорами, хорошими певцами, и они должны были любить ABBA». По итогам отбора победителями стали две девушки и двое юношей (в соответствии с составом ABBA), все в возрасте 14—15 лет:
- Мари Элеонор Сернехольт (Marie Eleonor Serneholt) (род. 11 июля 1983 года)
- Сара Хелена Лумхольдт (Sara Helena Lumholdt) (род. 25 октября 1984 года)
- Джон Дани Ленневальд[прим. 3] (John Dhani Lennevald) (род. 24 июля 1984 года)
- Амит Себастьян Пол (Amit Sebastian Paul) (род. 29 октября 1983 года)

Создание группы облегчалось тем, что её участники к этому моменту уже были знакомы друг с другом по нескольку лет. Первоначально новый коллектив планировалось назвать ABBA Kids, что вызвало категорический протест его участников — по их мнению, название звучало «как зубная паста для детей». В результате продюсеры остановились на названии ABBA Teens.
Первым синглом ABBA Teens стала «Mamma Mia» — кавер-версия хита ABBA 1975 года. В апреле 1999 года одноимённый видеоклип появился на шведских музыкальных каналах, а 10 мая был выпущен сам сингл. Уже 22 мая состоялось первое живое выступление группы, прошедшее в городке Вестерос западнее Стокгольма. Влиятельная шведская газета «Афтонбладет» с сомнением писала: «Даже если идёт речь о раскрутке за рубежом, они [ABBA Teens], вероятно, смогут продержаться лишь одно лето в Швеции», а в это время сингл «Mamma Mia» возглавил национальный хит-парад и удерживался на вершине 8 недель подряд. В Нидерландах он занял 7-е место по сравнению с 13-м местом оригинальной песни ABBA в 1970-е годы. Неожиданная популярность имела и свою обратную сторону. В июне один из бывших участников оригинальной ABBA Бенни Андерссон заявил, что он не против ABBA Teens как таковых, но использование имени квартета — это совсем другое, и то, что делают сами участники, ничего общего не имеет с тем, что делала ABBA. Stockholm Records принесла извинения, и свой второй сингл «Super Trouper» группа выпустила (в начале августа) уже под новым названием — A*Teens.
Смена названия была вынужденным шагом, однако имела один положительный момент: теперь группа не была жёстко привязана к песням ABBA, что позволяло ей в будущем перейти к исполнению собственных композиций. Но пока A*Teens не собирались отказываться от статуса кавер-группы. За лето 1999 года они успели провести концертное турне «Super Troupers» по Швеции и побывать в Норвегии, Финляндии, Бельгии, Нидерландах, Великобритании, раздавая интервью для телевидения и журналов. 23 августа группа открыла концерт Уитни Хьюстон в Польше. Все эти усилия принесли свой результат — дебютный альбом A*Teens по числу полученных заказов стал «золотым» ещё до своего релиза. Газета «Дагенс Индустри» писала:

A*Teens были созданы в комнате для деловых встреч Stockholm Records, потому что компания хотела сделать трибьют-альбом в связи с 25-й годовщиной прорыва ABBA. Но когда четверо выбранных подростков вошли в студию звукозаписи, стало ясным, что они <…> были намного лучше, чем кто-либо мог мечтать. <…> «Mamma Mia» никогда бы не стала одним из наиболее быстро продающихся синглов всех времён в Швеции, если бы A*Teens были лишь циничным детищем звукозаписывающей компании. То, что подростковая группа A*Teens действительно имеет нечто уникальное — сочетание обаяния и таланта — также подчёркивается реакцией за пределами Швеции.
Оригинальный текст (англ.)A Teens were created in a meeting room at Stockholm Records because the record company wanted to do a tribute album in conjunction with the 25th anniversary of Abba'a breakthrough.

But when the four chosen youngsters went into the recording studio, it became apparent that they - again just like the Monkees - were much better than anyone could have dreamed. <...>
"Mamma Mia" would never have become one of the fastest selling singles in Sweden of all time if A Teens were only a cynical record company creation. That the teen group A Teens really have something unique - a combination of charm and talent - is also emphasised by the reaction outside of Sweden.

## Творчество и успех

### The ABBA Generation
Вышедший 25 августа 1999 года альбом «The ABBA Generation» состоял из 11 композиций, являвшихся кавер-версиями классических хитов ABBA, в основном в стиле дэнс-поп. К началу сентября пластинка была «платиновой»; сингл «Mamma Mia» был четырежды «платиновым», а «Super Trouper» — трижды. Для Швеции такие результаты являются достаточно впечатляющими, однако A*Teens были нацелены уже на международный успех. Альбом и синглы были выпущены в ряде европейских стран, сама группа осенью побывала в Японии, а в конце ноября дала несколько концертов в США вместе с набиравшими популярность ‘N Sync. С конца января 2000 года проходили гастроли в Германии, а во второй половине февраля группа отправилась в турне по пяти странам Центральной и Южной Америки (Чили, Аргентина, Бразилия, Венесуэла, Мексика), где вокруг неё возник такой ажиотаж, что в Чили A*Teens сравнивали с The Beatles — шведы продали здесь больше записей, чем ливерпульская четвёрка. Нужно отметить, что на всём протяжении своего существования A*Teens позиционировали себя как международный коллектив, не ограниченный рамками музыкальных рынков Швеции, Европы и США (хотя значительная часть усилий всё же была направлена на американский рынок).
Тем временем в Швеции к концу 1999 года вышли ещё два сингла коллектива — «Gimme! Gimme! Gimme!» (сопровождавшийся необычно «мрачным» видеоклипом, выбивавшимся из общего стиля A*Teens) и новогодняя «Happy New Year», которая оказалась последней записанной перепевкой ABBA, хотя в то время вряд ли кто-то об этом догадывался. Оба сингла имели умеренный успех, хотя от них уже и не требовалось многого. По итогам шведского музыкального года «Mamma Mia» оказался самым продаваемым синглом, обогнав Eiffel 65 с их международным хитом «Blue». Альбом завершил год на втором месте по объёму продаж, 5 недель продержавшись на верхушке шведского хит-парада; за первые три месяца после релиза он разошёлся в странах Европы, Азии и Латинской Америки тиражом в 700 тыс. экземпляров, а впоследствии стал «золотым» или «платиновым» в 22 странах. Это было неплохим достижением для подростковой группы, которой предрекали «одно лето в Швеции».

### Teen Spirit
Весну и лето 2000 года A*Teens провели главным образом в США. Весенние пробные гастроли пришлось отменить после того, как во время выступления в Диснейленде 25 апреля Дани получил «производственную травму», подвернув ногу на сцене. В этот период состоялся релиз в США альбома «The ABBA Generation» (16 мая), а также нового, пятого по счёту сингла группы «Dancing Queen». Кавер-версия одной из самых знаменитых песен ABBA сопровождалась видеоклипом, построенным вокруг сюжета широко известной в Америке комедии 1985 года «Клуб „Завтрак“». С середины июля коллектив вернулся в США, в течение месяца открывая концерты (то есть работая «на разогреве» публики перед выступлением основного артиста) Бритни Спирс, находившейся на вершине успеха. Распрощавшись с Бритни, ребята задержались в США ещё почти на месяц в рамках совместного турне относительно малоизвестных групп (таких, как LFO, Blaque и B*Witched), организованного детским телеканалом Nickelodeon.
Интенсивные выступления в США принесли свои плоды — американский тираж альбома «The ABBA Generation» составил 700 тыс. копий. В Европе же группу ожидала премия немецкого телеканала Viva в номинации «Лучший международный новичок». Однако, немного отдохнув, A*Teens выпустили очередной сингл, и это уже не была перепевка ABBA.
После смены названия и достижения международного успеха переход к исполнению собственных песен выглядел логичным шагом. Критики замечали, что приобрести популярность исполнением «золотого фонда» поп-музыки достаточно легко, и упоминали A*Teens как «подростков, перепевших ABBA», тем самым отказывая им в каких-либо самостоятельных достижениях. Четвёрке предстояло доказать, что они более не являются ABBA Teens. Переход к своим песням не означал полного отказа от исполнения «чужих», которые звучали на концертах группы до конца её существования (в некоторым смысле A*Teens так и не смогли окончательно оторваться от «ABBA-вского наследия»). Разумеется, продюсеры писали для них песни, соответствующие образу группы, то есть основанные на запоминающихся танцевальных мотивах и с простой лирикой — типичный тин-поп. «Первой ласточкой» стала незатейливая композиция «Upside Down», повествующая о том, как нежные чувства мешают учебному процессу. Сингл вышел в Швеции 20 ноября 2000 года, достиг 2-го места в национальном хит-параде и стал дважды «платиновым».
Презентация нового альбома, получившего название «Teen Spirit» (вполне возможно, что с намёком на творчество группы Nirvana), состоялась 21 февраля 2001 года на концерте коллектива в Мадриде, причём это событие в прямом эфире транслировалось в сети Интернет. Запись пластинки проходила с мая по ноябрь 2000 года по обе стороны Атлантики. A*Teens не удержались от кавер-версии, на этот раз перепев композицию «Morning Light» своих соотечественников E-Type. Важной особенностью второго альбома группы было то, что к микрофону наконец допустили её мужскую половину. Почти все композиции «The ABBA Generation» (кроме двух) были исполнены исключительно Мари и Сарой, в то время как у Амита и Дани возможность проявить себя появлялась лишь во время концертов. Теперь же им была отведена роль наравне с девушками. Релиз «Teen Spirit» в Европе произошёл 26 февраля, а на следующий день альбом вышел в Северной Америке. A*Teens не повторили свой ошеломительный успех полуторалетней давности, однако альбом хорошо продавался в Европе и занял 2-е место по продажам в Швеции.
Весной 2001 года группа готовилась к азиатскому и американскому турне в поддержку нового альбома, параллельно выпустив второй сингл с него «Halfway Around the World» (видеоклип на эту песню был выдержан в «интернациональном» духе, характерном для коллектива) и совершив короткий визит в Аргентину. Международное турне, самое долгое в истории A*Teens, началось 20 мая. В Азии группа выступила с концертами на Филиппинах, в Таиланде, Сингапуре и Гонконге, после чего настал черёд США. С июня и по начало сентября шведская четвёрка дала 43 концерта Америке вместе со своим сверстником Аароном Картером, рэп-исполнителем и младшими братом одного из участников Backstreet Boys Ника Картера. В июне, непосредственно в разгар гастролей, в Швеции и других странах вышел третий и заключительный сингл с нового альбома — «Sugar Rush», сопровождавшийся соответствующим сезону «пляжным» видеоклипом. Итоговый тираж «Teen Spirit» в США превысил 500 тыс. экземпляров, что соответствовало «золотому» статусу. Отметив окончание долгого турне, A*Teens покинули Нью-Йорк 10 сентября 2001 года — за день до терактов против Всемирного торгового центра.

### Pop 'til You Drop!
В последние месяцы 2001 года участники коллектива позволили себе отдохнуть после почти четырёх месяцев выступлений за границей, однако это не означало полного прекращения деятельности. В октябре—ноябре они посетили Германию, дав ряд концертов с местной поп-сенсацией No Angels, а затем записали саундтрек для европейской версии новой комедии Диснея «Как стать принцессой». Изначально композиция «Heartbreak Lullaby» была балладой, но специально для Диснея сделали танцевальный ремикс, на который и был отснят видеоклип. Премьера комедии состоялась в декабре и сопровождалась выпуском саундтрека в качестве очередного сингла.
В 2001 году A*Teens хотя бы частично сумели избавиться от ярлыка «ребят, перепевших ABBA». Критики в их адрес от этого меньше не стало, теперь их обвиняли в копировании Backstreet Boys, ‘N Sync и Бритни Спирс. Хотя «визитной карточкой» четвёрки оставались «чужая» «Mamma Mia» и наивная подростковая «Upside Down», участники группы понемногу взрослели (достигнув уже 17-18 лет), а это не могло не отразиться на стиле A*Teens. 24 января 2002 года исполнители лёгкой тинэйджерской музыки удивили мир шоу-бизнеса, появившись на пресс-конференции в Стокгольме с монстром шок-рока Элисом Купером, который прославился своей привычкой питаться живыми цыплятами на сцене ещё в те времена, когда участников шведского поп-квартета не было на свете. Правда, в Стокгольме ветеран рока вёл себя прилично, и, по словам Сары, был очень милым (что вызвало ответный комментарий Купера: «Они [A*Teens] никогда не видели меня на сцене, не так ли?»). Сама же пресс-конференция касалась совместной записи куперовской композиции «School’s Out», которая должна была стать будущим синглом группы; по слухам, Купер согласился на сотрудничество под давлением собственных детей, якобы страстных поклонников A*Teens. Так или иначе, композиция была записана, но выйти отдельным синглом ей было не суждено — группа получила ещё более заманчивое предложение. В начале весны была завершена запись третьего по счёту студийного альбома, а в мае стало известно, что первым синглом с него станет «Can’t Help Falling In Love», основанная на одноимённой композиции Элвиса Пресли.
И сингл, и альбом отражали рост группы за последние полтора года. «Can’t Help Falling In Love» была записана как саундтрек к американской версии нового диснеевского мультфильма «Лило и Стич» — самого крупного проекта студии со времён «Короля-льва». Текст песни великого Элвиса, и без того достаточно небольшой, был урезан; видеоклип смонтировали в двух вариантах — оригинальном A*Teens-овском и варианте Диснея, со вставками из мультфильма. Альбом, получивший название «Pop 'til You Drop!», отличался от предыдущей пластинки усилением элементов ритм-блюза и латин-поп, тексты песен были более взрослыми, а в написании нескольких участвовали сами Амит, Дани, Мари и Сара. Как рассказывала Сара в интервью, «с новым альбомом мы были гораздо сильнее вовлечены в сам процесс создания песен. Раньше мы просто пели — и всё. Сейчас мы сочиняем, работаем над аранжировками, какие-то свои идеи высказываем».
К разочарованию европейских фанатов, всё это было предназначено пока только для Северной Америки — менеджмент группы решил сосредоточить усилия на продвижении A*Teens в США. Выпущенный там 18 июня альбом занял 45-е место в Billboard Top 200, но дальше не продвинулся, установив рекорд для группы в этом чарте. Месяц спустя A*Teens начали третье (и последнее) за время своего существования турне по Америке, состоявшее из 30 концертов. От двух предыдущих оно отличалось коренным образом — теперь уже другие музыкальные коллективы (Jump5, Baha Men, LMNT и Play) выступали на «разогреве» у шведов. Одновременно состоялась и премьера мультфильма «Лило и Стич», имевшего большой успех.
Активная рекламная кампания принесла заметные плоды, однако A*Teens всё же было очень далеко до «звёздного» статуса в США. Три года подряд они каждое лето отправлялись в поездку по Америке, всё меньше появляясь в других странах, в результате чего их популярность стала падать. Доказательством этому служит неудача сингла «Can’t Help Falling In Love» (вышедшего в Европе в начале сентября, накануне возвращения группы на родину) в шведском хит-параде, где он не попал даже в первую десятку, остановившись на 12-м месте. Правда, следующий сингл, электронная танцевальная «Floorfiller», сумел достичь 4-й строчки хит-парада. У себя дома ребята оставались знаменитостями, и после их возвращения в Швецию пошли слухи о будущих сольных перспективах Мари и Сари, хотя Мари сразу же заявила, что группа остаётся для неё приоритетом на данный момент. В ноябре A*Teens на короткое время посетили Мексику и выступили перед находившейся там с визитом королевской семьёй Швеции — королём Карлом XVI Густавом и королевой Сильвией; на выступлении присутствовал и президент Мексики Винсенте Фокс. В остальном конец года был небогат на события.

### New Arrival
К началу 2003 года A*Teens были готовы впервые за довольно продолжительное время восстановить свои пошатнувшиеся позиции в Европе. Однако европейский релиз «Pop 'til You Drop!» так и не состоялся; для Европы была создана новая версия альбома, включавшая большинство ранее записанных, а также шесть новых композиций. Выпущенная 28 января пластинка получила и новое название «New Arrival», содержавшее весьма прозрачный намёк на бывших «вдохновителей» группы (альбом ABBA «Arrival»), что совсем явно подчёркивал маленький вертолёт на задней стороне обложки. Название привело к небольшой путанице: согласно официальной дискографии, это европейская и азиатская версия «Pop 'til You Drop!», но иногда его считали отдельным альбомом.
Концерты в поддержку альбома проходили в Швеции, Нидерландах, Германии, Дании, Словакии. 7 марта A*Teens выступили в Стокгольме — удивительно, но это было их первое выступление в шведской столице после 1999 года. Вышедший вскоре сингл «A Perfect Match» всё же не дотянул до вершины шведского чарта, остановившись на 2-м месте. Видео на эту композицию было снято на Кубе. «New Arrival» был выпущен также в странах Азии и Латинской Америки. Релиз следующего сингла «Let Your Heart Do All The Talking» был отменён по неизвестным причинам (возможно, из-за недостаточных продаж альбома), его просто отправили в радиоротацию.
Летом 2003 года A*Teens впервые за четыре года не покидали пределов Европы. Участники группы сочетали отдых с выступлениями в Швеции и некоторых восточноевропейских странах, в том числе на музыкальном конкурсе «Новая волна—2003» в Юрмале (Латвия) в качестве приглашённых знаменитостей; это был единственный достоверно известный случай выступления группы перед российской аудиторией.

### Greatest Hits
25 июня 2003 года официальный сайт A*Teens неожиданно объявил, что на октябрь намечен выпуск сборника лучших песен коллектива «Greatest Hits». На пластинке были обещаны четыре новые композиции. Информация о готовящемся сборнике вызвала некоторую тревогу среди фанатов, ведь, как известно, сборниками лучших хитов музыкальные артисты часто завершают свою карьеру, хотя существует и множество обратных примеров, когда сборник лишь подводит черту под одним из творческих периодов. Однако осенью опасения начали подтверждаться. Участники группы прекратили совместные выступления, о них практически не поступало новостей. Октябрьский релиз альбома так и не состоялся, причём никаких официальных комментариев по этому поводу первоначально не было сделано. На этом фоне стали распространяться пессимистические слухи; в начале ноября в средствах массовой информации в СМИ появилась информация о распаде группы. Источники цитировали заявление Мари: «У каждого в группе есть свои мечты… Мы договорились друг с другом, что выпустим этот альбом, а затем посмотрим, как оно будет». Сведения о грядущем распаде немедленно были опровергнуты официальным сайтом, заявившим, что работы над альбомом продолжаются, а после его выхода весьма вероятно международное турне коллектива.
Зимой ситуация не изменилась. За январь 2004 года на сайте группы не появилось ни одного новостного сообщения. Продолжавшаяся пауза к этому времени уже была самой долгой за всю историю группы. И лишь 4 марта было опубликовано сообщение Дани о том, что в ближайшее время состоятся съёмки видеоклипа на следующий сингл A*Teens — кавер-версию известной композиции Ника Кэмена «I Promised Myself», а затем уже следует ожидать и появления самого сингла. Впрочем, клип, премьера которого состоялась в апреле, не способствовал успокоению фанатов. Он включал в себя фрагменты большинства предыдущих видеороликов группы, где «новые» Амит, Дани, Мари и Сара встречались со своими «двойниками» из прошлого. Вышедший наконец в мае альбом «Greatest Hits» включал в себя, помимо «I Promised Myself», ещё две новые композиции, носившие «прощальные» названия — «The Final Cut» («Последний поворот») и «With Or Without You» («С тобой или без тебя»).
Сингл «I Promised Myself» достиг 2-го места в Швеции. Что касается «Greatest Hits», то по количеству продаж он оказался наименее успешным альбомом группы и не был выпущен в ряде стран. По иронии судьбы, среди них оказались и США, где A*Teens в своё время предпринимали огромные усилия по продвижению своих записей. Группа так и не дала международного турне, ограничившись серией концертов и выступлений на фестивалях в Швеции. В одном из интервью участники группы заявили, что в ближайшее время собираются сделать перерыв в творчестве.

## После A*Teens

### Распад группы и сольные карьеры участников
Последний концерт A*Teens состоялся 22 июля 2004 года в Висбю (Готланд). После этого участники группы ни разу не выступали вместе и не сделали ни одной совместной записи. Официального заявления о причинах этого или о распаде так и не последовало. Многие фанаты ещё долго верили в то, что A*Teens рано или поздно вернутся на сцену. По инициативе латиноамериканского фан-клуба 7 марта 2005 года был проведён неофициальный «международный день A*Teens»; в этот день каждый фанат обязывался приобрести хотя бы один альбом или компакт-диск группы. С течением времени становилось всё более очевидным, что группа прекратила существование. В 2005 году Дани говорил в интервью «Афтонбладет»: «У нас есть контракт на следующий альбом, но это только в том случае, если мы все захотим это сделать. И я на самом деле не уверен, что мы когда-то вновь сделаем что-то вместе». Но лишь в апреле 2006 года впервые было прямо заявлено о судьбе коллектива: Мари на своём официальном сайте констатировала, что A*Teens больше нет.
Поскольку группа не делала официальных заявлений о распаде, назвать причину завершения её деятельности затруднительно. Различные официальные и косвенные данные позволяют говорить, что за всё время существования A*Teens каждый новый альбом группы был коммерчески менее успешен, чем предыдущий, что привело к нежеланию звукозаписывающих лейблов продолжать промокампании в некоторых странах (например, в Великобритании после 2001 года не было издано ни одного компакт-диска коллектива). Однако ситуацию нельзя объяснить только недостатком продаж. Так, группа традиционно пользовалась большой популярностью в Латинской Америке (в Аргентине, Венесуэле, Чили, Мексике), однако при этом несколько синглов и альбомов были выпущены здесь лишь после многочисленных просьб местных фан-клубов. По словам Дани, у A*Teens имелся контракт на ещё один альбом.
В 2006 году Мари в одном из интервью изложила свой взгляд на произошедший распад группы. Она заявила, что объявленная в 2004 году пауза в творчестве A*Teens действительно была необходима участникам группы, чтобы определиться с будущим и отдохнуть (следует отметить, что с лета 1999 по лето 2003 года в деятельности группы не было практически ни одного перерыва дольше нескольких недель). Они занялись личной жизнью и сольными проектами, и в какой-то момент просто стало понятно, что всё закончилось. Многие годы спустя Дани прокомментировал распад группы следующим образом:

Мы все чувствовали, что хотим попробовать что-то новое. Как будто ты вырос из рубашки, и она тебе больше не подходит. Мы все были настроены "Окей, давайте сделаем паузу". Ну, я думаю, мы до сих пор на паузе.
Оригинальный текст (англ.)"We all felt like we wanted to try something new. It felt like when you're growing out of a shirt, and it doesn't fit as well anymore. We were like, 'Okay, let's take a break.' But I guess we're still on a break."

Все экс-участники группы с переменным успехом пытались начать сольную карьеру.
- Первым это сделал Дани. Уже в августе 2004 года, всего через несколько недель после последнего выступления группы, был снят видеоклип на его дебютную песню «Girl Talk». Сингл был выпущен в сентябре и имел определённый успех, став «золотым»[42]. По неизвестным причинам после этого Дани покинул сцену и на 2014 год занимается лишь написанием песен для других артистов[43].
- Вопреки многочисленным слухам, циркулировавшим среди фанатов A*Teens в конце существования группы, другие её участники не спешили начать собственную творческую деятельность, и следующий сольный дебют состоялся лишь полтора года спустя. Весной 2006 года Мари выпустила свой первый альбом «Enjoy the Ride», занявший 9-е место в шведском хит-параде, а сингл «That’s the Way My Heart Goes» достиг 2-й строчки. Она также участвовала в отборочных конкурсах на участие в Евровидении 2009 и Евровидении 2012, но оба раза не смогла попасть даже в финал. Выход её второго альбома ожидался в 2008—2009 годах, однако он так и не был выпущен. После прекращения активной сольной карьеры Мари играла в театре (мюзикл «Бриолин») и вела шведские телевизионные шоу.
- Сара предприняла первую сольную попытку в 2007 году под псевдонимом Сара Лав (Sara Love). Попытка оказалась неудачной, Сара отказалась от псевдонима и записала дебютный альбом «Back to You» (поначалу называвшийся «My Saranade») уже под своим именем. Официально он так и не был выпущен, однако композиции из него попали в Интернет. После этого Сара прекратила сольную карьеру, за исключением неудачного участия в отборочном конкурсе на Евровидение 2011. Она профессионально занимается пилонным танцем.
- Амит основал независимый звукозаписывающий лейбл Ganesha Records и в 2008 году выпустил на нём альбом «Songs in a Key of Mine», не получивший особой известности за пределами Швеции. На 2014 год он занимает должность директора-распорядителя компании Paxymer AB, участвуя в семейном бизнесе своего отца[44].

Официальный сайт A*Teens прекратил обновляться в январе 2005 года, но продолжал существовать до 2014 года.

### Попытка воссоединения (2008—2009)
В конце 2008 года одна из шведских звукозаписывающих компаний попыталась вернуть A*Teens на сцену. Впервые это подтвердила Сара Лумхольдт во время чата с фанатами в начале декабря. Комментируя вопрос о том, правда ли, что предлагалось воссоединить группу для участия в песенном конкурсе Melodifestivalen, где производился отбор шведского представителя на Евровидении (в 2009 году конкурс Евровидения проходил в Москве), она сказала:

Это в некоторой степени правда. Поскольку у меня сейчас всё идёт хорошо с моими собственными записями, я ответила, что, возможно, [соглашусь] когда-нибудь в будущем, но не в этом году.
Оригинальный текст (англ.)It’s somewhat true. Since I’m in a good spot right now with my own record I said that maybe sometime in the future but not this year..

Точно неизвестно, планировалось ли воссоединение коллектива именно для участия в Melodifestivalen. Мари Сернехольт тоже подтвердила факт предложения и сообщила, что отказалась от него, поскольку в тот раз сама участвовала в Melodifestivalen и уже записала песню для выступления. Она отметила, что другие участники группы также заняты своими сольными проектами, и повторила старую шутку (звучавшую ещё во время существования A*Teens) о том, что в случае воссоединения группе пришлось бы переименовываться в A-Dults [В-зрослые], поскольку они уже давно не тинейджеры.

### Отношения между бывшими участниками
После распада группы бывшие участники мало контактировали друг с другом. Мари в 2008 году призналась, что поддерживает связь только с Дани. В феврале 2007 года Амит и Сара выступили вместе на праздновании 30-летия танцевальной школы, в которой они учились; Дани был занят и не смог побывать на этой встрече, а Мари не захотела. Кроме того, бывшие участники A*Teens несколько раз встречались на различных светских и музыкальных мероприятиях.
В 2008 году Сара в интервью газете «Афтонбладет» сделала ряд критических высказываний в адрес Мари, в частности, прокомментировала личную жизнь той, пожаловалась, что в составе A*Teens всегда была из-за неё на втором плане, и высказала мнение, что Мари опасается выхода её сольного альбома, поскольку считает Сару конкуренткой. Впрочем, позднее в том же году Сара во время интернет-чата с фанатами пожелала Мари всего наилучшего. О какой-либо реакции Мари на заявления Сары ничего не известно.
Эта история получила продолжение осенью 2010 года, когда стало известно, что Сара примет участие в конкурсе Melodifestivalen-2011, а Мари будет на этом конкурсе соведущей. Как только стало понятно, что встреча двух экс-солисток A*Teens неминуема, «Афтонбладет» написала статью об отношениях между Сарой и Мари. Вспомнив скандальное интервью Сары двухлетней давности, газета привела её новое неоднозначное высказывание о том, что она не собирается желать удачи Мари в роли соведущей, так как Мари не пожелала удачи ей. Мари по этому поводу заметила, что у неё нет телефонного номера Сары, но в любом случае такие пожелания лучше делать при личной встрече. Также Сара заявила, что когда в 2008 году была предпринята попытка воссоединить A*Teens, Мари была единственным из участников группы, кто не присутствовал на встрече в звукозаписывающей компании. Вместе с тем Сара дала достаточно позитивную характеристику Мари.
Комментируя статью «Афтонбладет», Сара написала в своём Твиттере: «Плохой полицейский или хороший полицейский? Что бы я не говорила газетам, я — плохой полицейский. Это странно ;)». На своей странице в социальной сети Facebook она оставила более развёрнутую запись, заявив, что газеты постоянно искажают её слова и что она счастлива и горда тем, что Мари будет соведущей на конкурсе.
18 сентября 2012 года все четверо бывших участников A*Teens встретились в стокгольмском ресторане — вероятно, первый подобный случай с момента распада группы. Незадолго до этой встречи Мари в интервью радиостанции P4 Extra сказала, что воссоединение ABBA более вероятно, чем воссоединение A*Teens (что в итоге действительно произошло в 2018 году), и воссоздать коллектив невозможно.

## Воссоединение наMelodifestivalen(2024)
В 2024 году группа временно воссоединилась для того, чтобы отметить 25-ю годовщину своей деятельности. 3 февраля 2024 года A*Teens впервые после двадцатилетнего перерыва в полном составе выступили на первом этапе конкурса Melodifestivalen в качестве интервал-акта. Участники группы дали несколько интервью, был создан официальный аккаунт A*Teens в Instagram.

## Дискография

### Альбомы
Официальная дискография A*Teens насчитывает три студийных альбома и один сборник, однако «New Arrival» фактически является четвёртым студийным альбомом.
- The ABBA Generation (1999). Выпущен 25 августа 1999 года.
- Teen Spirit (2001). Выпущен 26 февраля 2001 года.
- Pop 'til You Drop! (2002). Выпущен 18 июня 2002 года (США).
- New Arrival (2003). Выпущен 28 января 2003 года.
- Greatest Hits (2004). Выпущен 12 мая 2004 года.

### Синглы
Группа выпустила 13 международных синглов. Кроме того, несколько синглов находились только в радиоротации или были выпущены в отдельных странах. Ниже указаны дата релиза (в Швеции, кроме «Dancing Queen») и высшее место в шведском хит-параде.
- Mamma Mia (The ABBA Generation). Выпущен 10 мая 1999 года, № 1.
- Super Trouper (The ABBA Generation). Выпущен 2 августа 1999 года, № 2.
- Gimme! Gimme! Gimme! (The ABBA Generation). Выпущен 25 октября 1999 года, № 10.
- Happy New Year (не публиковалась на студийных альбомах). Выпущен 10 декабря 1999 года, № 4.
- Dancing Queen (The ABBA Generation). Выпущен 7 марта 2000 года (США).
- Upside Down/Bouncing Off the Ceiling (Teen Spirit). Выпущен 20 ноября 2000 года, № 2.
- Halfway Around the World (Teen Spirit). Выпущен 12 марта 2001 года, № 7.
- Sugar Rush (Teen Spirit). Выпущен 18 июня 2001 года, № 15.
- Heartbreak Lullaby (New Arrival). Выпущен 3 декабря 2001 года, № 6.
- Can’t Help Falling in Love (Pop ‘Til You Drop, New Arrival). Выпущен 2 сентября 2002 года, № 12.
- Floorfiller (Pop ‘Til You Drop, New Arrival). Выпущен 14 октября 2002 года, № 4.
- A Perfect Match (New Arrival). Выпущен 17 марта 2003 года, № 2.
- I Promised Myself (Greatest Hits). Выпущен 28 апреля 2004 года, № 2.

### The DVD Collection
Первый DVD группы вышел в 2001 году и включал в себя:
- Семь официальных клипов:

1. Sugar Rush (2001).
2. Halfway Around the World (2001).
3. Upside Down (2000).
4. Dancing Queen (2000).
5. Gimme! Gimme! Gimme! (A Man After Midnight) (1999).
6. Super Trouper (1999).
7. Mamma Mia (1999).

- Три новых сингл-трека:

1. Give It Up
2. Can’t Stop the Pop
3. Don’t Even Kow Your Name

- Фотогалерею, интервью, историю группы и интернет-ссылки.

## Видеоклипы
Было снято 12 официальных видеоклипов A*Teens.
- Mamma Mia (1999). Снят 27 марта 1999 года в Швеции, режиссёр — Хенрик Сильвен.
- Super Trouper (1999). Снят в июне 1999 года в Швеции, режиссёр — Себастьян Рид.
- Gimme! Gimme! Gimme! (A Man After Midnight) (1999). Снят в сентябре 1999 года в Швеции, режиссёр — Себастьян Рид.
- Dancing Queen (2000). Снят в марте 2000 года в США, режиссёр — Патрик Кили.
- Upside Down (2000). Снят в октябре 2000 года в США, режиссёр — Патрик Кили.
- Halfway Around the World (2001). Снят в феврале 2001 года в Швеции, режиссёр — Микаэль «Mikeadelica» Густавссон.
- Sugar Rush (2001). Снят весной 2001 года в США (пляж Малибу), режиссёр — Патрик Кили.
- Heartbreak Lullaby (2001). Снят в октябре 2001 года в Германии.
- Can’t Help Falling in Love (2002). Снят весной 2002 года в США, существует в двух версиях, режиссёр — Грегори Дарк.
- Floorfiller (2002). Снят в июне 2002 года в США, режиссёр — Санаа Хамри.
- A Perfect Match (2003). Снят в феврале 2003 года на Кубе, срежиссирован A*Teens.
- I Promised Myself (2004). Снят в марте 2004 года в Швеции, режиссёр — Микаэль «Mikeadelica» Густавссон.

На раннем этапе существования группы были сняты несколько неофициальных видеоклипов. Известны четыре таких клипа — «Take a Chance on Me», «One of Us», «The Name of the Game», «Happy New Year». О первом из них нет информации, два других были сняты специально для телепередачи об A*Teens, показанной шведским телевидением в декабре 1999 года.

### Комментарии
1. ↑  Написание через звёздочку традиционно использовалось на логотипах группы; в большинстве случаев название пишется как A-Teens, в том числе на официальном сайте.
2. ↑  По-видимому, у A*Teens не было фиксированной даты создания. В различных интервью на протяжении ряда лет участники группы называли временем её появления и октябрь, и ноябрь 1998 года. Ныне несуществующий немецкий фан-сайт Planet A-Teens утверждал, что запись альбома «The ABBA Generation» началась 25 октября 1998 года, хотя это маловероятно. В шведской газете «Metro» за 10 ноября 2000 года группе была посвящена статья «Завтра A-Teens исполняется два года» (A-Teens are turning two years tomorrow Архивная копия от 2 декабря 2010 на Wayback Machine), из чего можно сделать вывод, что группа была формально образована 11 ноября 1998 года, но официальный сайт A*Teens, судя по его сохранившимся архивам, никогда не упоминал ни эту, ни какую-либо другую дату.
3. ↑  Известен исключительно под своим средним именем Дани и никогда не упоминался как Джон.
4. ↑  Для Швеции «золотой» статус означает 40 тыс. проданных копий альбома или сингла, «платиновый» — 80 тыс. копий.
5. ↑  Мари: «Когда мы были там, у нас был полицейский эскорт и вооружённая охрана, и это была истерия, как вокруг Майкла Джексона». The Life as a star («Афтонбладет», апрель 2005)
6. ↑  В 1977 году «Dancing Queen» стал единственным синглом ABBA, достигшим первого места в американском хит-параде.
7. ↑  Американский релиз носил название «Bouncing Off The Ceiling».
8. ↑  Во всяком случае, так гласит Архивная копия от 16 февраля 2008 на Wayback Machine популярная «городская легенда», которую сам Купер многократно опровергал Архивная копия от 16 декабря 2008 на Wayback Machine.
9. ↑  Вопреки сообщению на официальном сайте, у A*Teens не было публичного концерта в России. По всей видимости, они посетили Москву по частному приглашению.
10. ↑  Выступление A*Teens в Юрмале состоялось в день закрытия конкурса 3 августа 2003 года. Группа исполнила «Mamma Mia», «Super Trouper» и «Floorfiller». Выступление транслировалось по российскому Первому каналу и по украинскому «Интер».